# PQS
PQS (z ang. picture quality scale, skala jakości obrazu) – należy do specjalnej grupy miar znajdujących się na granicy miar wektorowych i skalarnych, a także obiektywnych i subiektywnych dotyczących porównań jakości obrazów rekonstruowanych. Skala Jakości Obrazu zbudowana jest na przestrzeni kilku miar skalarnych zredukowanej ostatecznie do czynników zdekorelowanych, których liniowa kombinacja ustala wartość skalarnego ekwiwalentu jakości danego obrazu. Maksymalizując poziom korelacji ekwiwalentu z oceną subiektywną, powoduje, iż wagi liniowej kombinacji ustalane są drogą testów subiektywnych.
PQS jest miarą ze skalarnym ekwiwalentem, która jest zbudowana na szerokiej przestrzeni cech pozwalającej uwzględnić różne rodzaje zniekształceń wprowadzanych w procesie kompresji stratnej. Przy pomocy analizy składowych głównych, a następnie liniowej kombinacji składowych zredukowanej przestrzeni, przestrzeń ta jest redukowana. Na zgodność z oceną subiektywną, wagi w tej kombinacji są optymalizowane metodą regresji. W etapie konstruowania miary PQS są przeprowadzone testy obserwacyjne do oceny jakości określonego rodzaju danych, jest to proces dość złożony i czasochłonny. Przy niewielkich kosztach obliczeniowych w późniejszej fazie ocena kolejnych obrazów danej klasy jest już automatyczna. Wyznaczona skalarna wartość PQS charakteryzuje globalny poziom zniekształceń rekonstrukcji danego obrazu względem oryginału. PQS ma charakter mieszany, ale zasadniczo jest miarą porównawczą, gdzie cechy z przestrzeni pierwotnej (przed redukcją) określające jakość rekonstrukcji obrazu są wyznaczane względem obrazu oryginalnego. Cechy te charakteryzują różne własności obrazu, zarówno lokalne jak globalne, zniekształcenia losowe, błędy skorelowane i strukturalne, a także efekty blokowe w kierunku pionowym, jak i poziomym. Na podstawie pięciu współczynników zniekształceń pierwotnej przestrzeni cech konstruowana jest miara PQS. Wartości poszczególnych pikseli odpowiednio obrazu oryginalnego (o rozmiarach M×N) oraz rekonstruowanego po kompresji stratnej. Przy pomocy współczynników zniekształceń wyliczana jest w każdym przypadku lokalna mapa zniekształceń {\displaystyle \Phi _{i}(m,n),} pozwalająca z kolei określić wartość współczynnika zniekształceń {\displaystyle \Phi .}

## Współczynniki zniekształceń pierwotnej przestrzeni cech
Współczynniki te możemy podzielić na dwie grupy. Pierwszą grupę reprezentują współczynniki {\displaystyle \phi _{1}} i {\displaystyle \phi _{2}} charakteryzujące zniekształcenia losowe, natomiast druga grupa składa się z trzech współczynników {\displaystyle \phi _{3},} {\displaystyle \phi _{4},} {\displaystyle \phi _{5}} opisujących błędy strukturalne i lokalnie skorelowane.

### Grupa I
Współczynniki charakteryzujące zniekształcenia losowe:
ф{\displaystyle _{1}} – pierwszy współczynnik charakteryzuje zniekształcenia losowe
w tym przypadku mapa zniekształceń uwzględnia funkcję „ważenia” szumu telewizyjnego {\displaystyle W_{TV}(*)} zdefiniowaną przy użyciu standardu CCIR 567-1, którą następnie splata się {\displaystyle (*)} z obrazem różnicowym {\displaystyle e_{f}(*)}
ф{\displaystyle _{2}} – drugi współczynnik również jest odpowiedzialny za zniekształcenia losowe
kompletny model percepcji wzrokowej obrazów wykorzystany w tym przypadku, oparty został między innymi na aproksymacji prawa Webera-Fechnera o czułości kontrastu według zależności:
{\displaystyle e(m,n)=\gamma (m,n)-\gamma ^{-}(m,n)}

### Grupa II
Współczynniki opisujące błędy strukturalne i lokalnie skorelowane:
ф{\displaystyle _{3}} – trzeci współczynnik dotyczy efektów blokowych
współczynnik ten definiuje się jako średnią geometryczną dwóch składowych charakteryzujących zniekształcenia powstające na granicy bloków w kierunku poziomym;
ф{\displaystyle _{4}} – kolejny czwarty współczynnik odpowiada za błędy skorelowane lokalnie
błędy skorelowane lokalnie są dużo bardziej widoczne od błędów losowych mapa zniekształceń wykorzystuje miarę lokalnej korelacji w przestrzeni obrazowej;
ф{\displaystyle _{5}} – ostatni piąty współczynnik odnosi się do błędów w sąsiedztwie wyraźnych krawędzi
Współczynnik ten związany jest z psychowizualnym efektem występującym
przy obserwacji zniekształconych obrazów. W sąsiedztwie struktur o dużych gradientach, pisząc prościej w obszarach o dużych zmianach kontrastu występuje redukcja widoczności zniekształceń, co nazywane jest maskowaniem widzenia (ang. visual masking).

## Schemat blokowyskali jakości obrazu

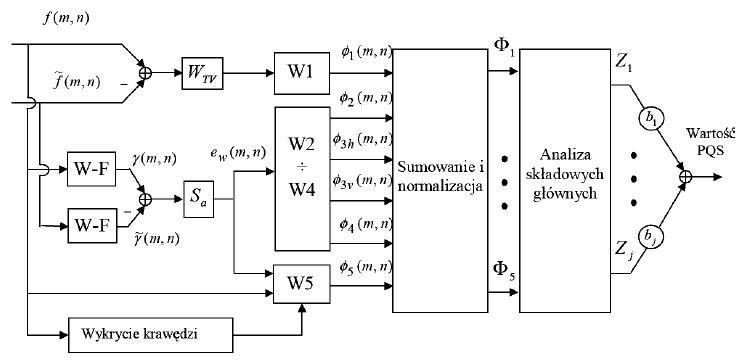
Schemat metody PQS Skali Jakości Obrazu; W-F oznacza aproksymację prawa Webera-Fechnera o czułości kontrastu, W1-W5 to algorytmy wyznaczania wartości pięciu map zniekształceń -

obrazuje redukcję pierwotnej przestrzeni cech {\displaystyle \phi _{1}}-{\displaystyle \phi _{5}} do wartości skalarnej PQS (obrazek po prawej).
W wartości kilku współczynników {\displaystyle \phi _{1}}-{\displaystyle \phi _{5}} znajduje odbicie to samo zniekształcenie, których sposób konstrukcji pierwotnej przestrzeni cech, uwzględniającej różnego typu zniekształcenia zawiera pewną nadmiarowość. Wartości tych współczynników będą więc skorelowane. Aby wyeliminować nadmiarowość opisu zniekształceń, korzysta się z analizy składowych głównych w celu redukcji pierwotnej przestrzeni cech. Eksperymenty, z których trzy największe wartości własne macierzy kowariancji szeregu wektorów pierwotnej przestrzeni cech, uzyskanych w testach z obrazami naturalnymi, reprezentują 99,5% energii całego sygnału. Postanowiono o zastosowaniu redukcji pięciowymiarowej przestrzeni pierwotnej do przestrzeni trójwymiarowej, przy czym bazą przekształcenia są trzy wektory własne, odpowiadające największym wartościom własnym wspomnianej macierzy kowariancji. Powstała nowa przestrzeń zawiera reprezentację składowych głównych {\displaystyle (Z_{1},Z_{2},Z_{3}),} redukowaną następnie do jednej wartości PQS za pomocą liniowej kombinacji:
{\displaystyle PQS=b_{0}+\sum \limits _{j=1}^{J}b_{j}Z_{j},}
gdzie {\displaystyle J=3,} natomiast wartości {\displaystyle b_{j}} dobierane są metodą regresji liniowej, minimalizując błąd pomiędzy wartościami PQS i wynikami oceny subiektywnej.